# 劉綱 (建文進士)
劉綱，字之紀，河南禹州人。明朝官員，同進士出身。

## 生平
建文二年（1400年），劉綱中進士，授陝西府谷縣知縣。遷陝西寧州（今甘肅寧縣）知州，任職長達三十四年。明仁宗曾欽賜酒饌。正統年間，以年老辭官，百姓涕泣載道相送。

## 身后
劉綱去世后，寧州百姓把其供奉于狄仁傑祠。

## 家族
孫劉宇，大學士。